# Gravação com varredura helicoidal

Helicoidal

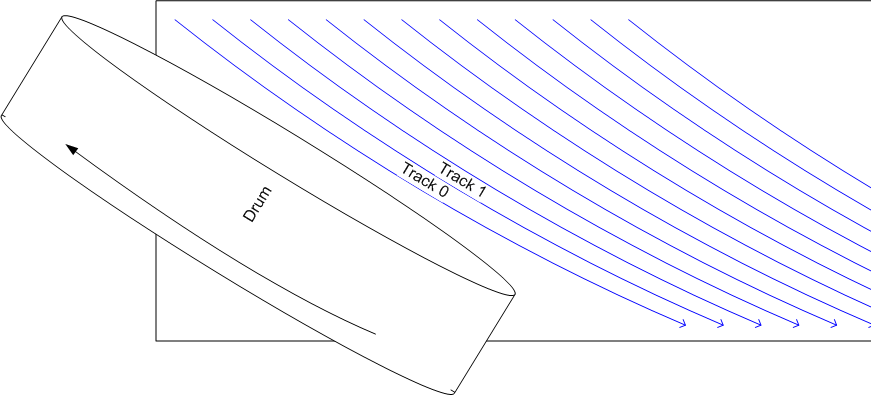
Método de gravação helicoidal

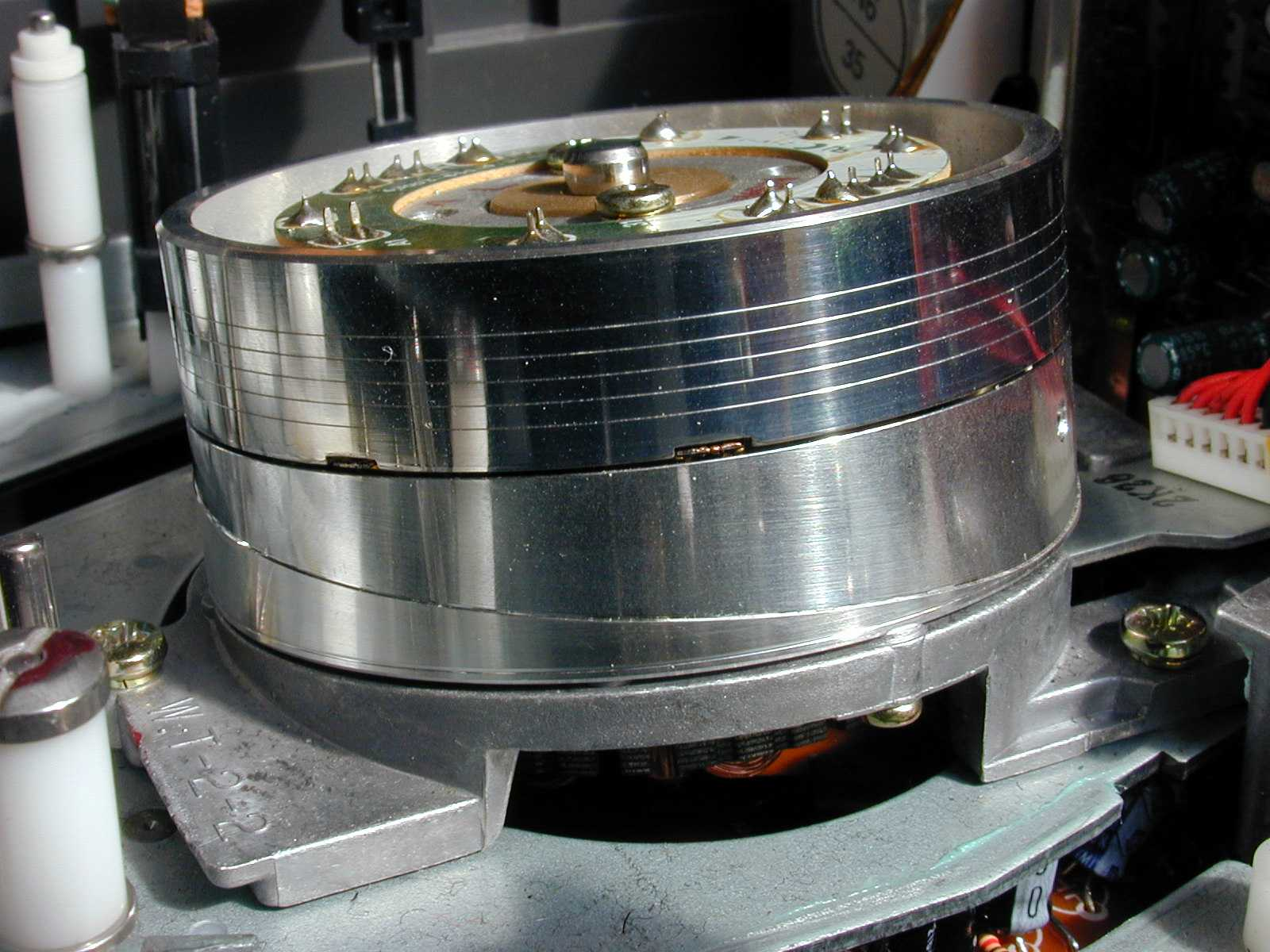
O tambor principal de um videocassete Hi-Fi NTSC VHS; três das seis cabeças estão voltadas para o leitor. O caminho helicoidal da fita ao redor do tambor pode ser visto claramente.

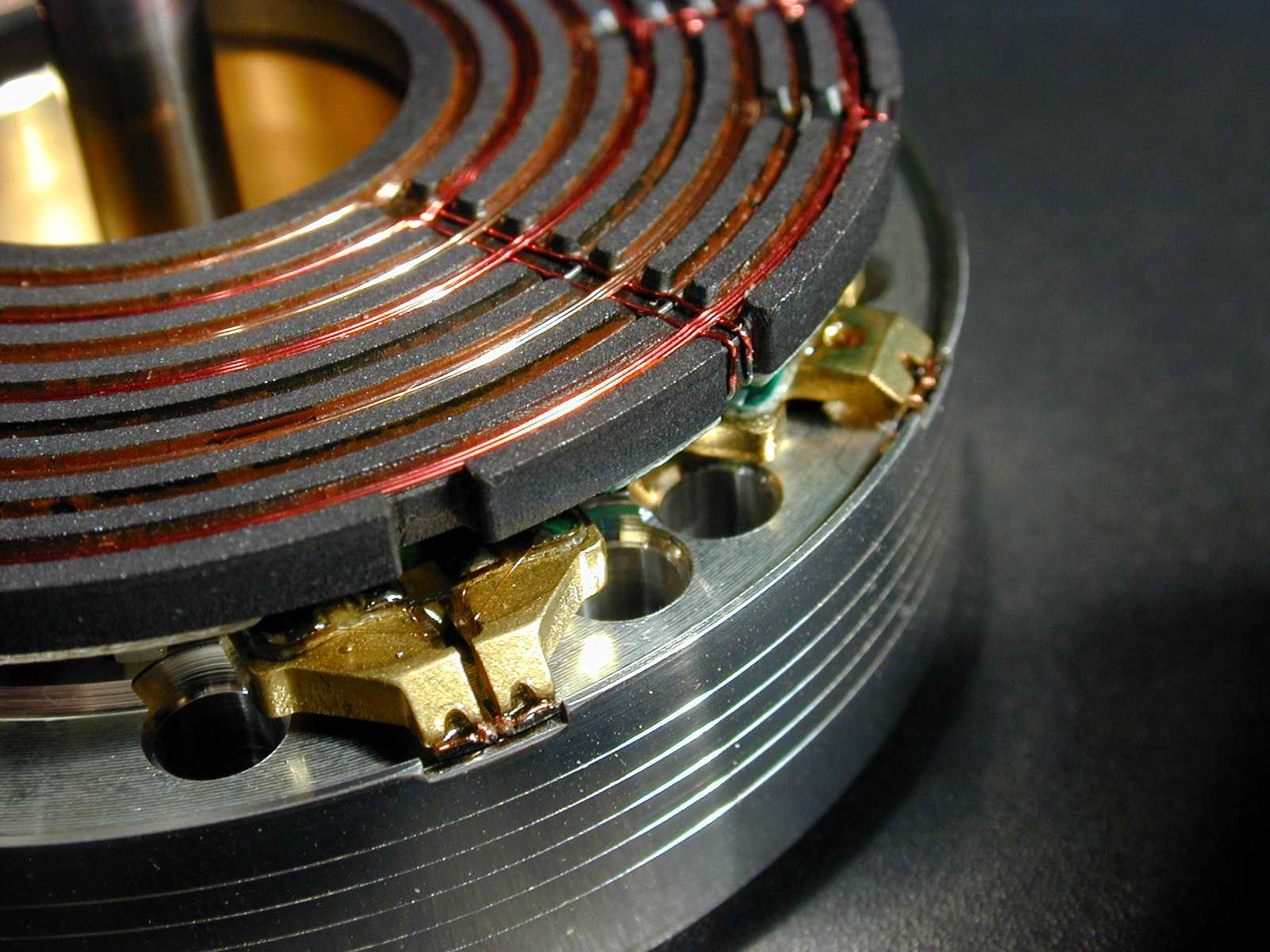
A parte giratória do tambor principal mostrando o transformador rotativo e três dos seis cabeçotes de fita usados neste videocassete específico

A gravação com varredura helicoidal foi um método de gravação de sinais de alta frequência em fita magnética que gira lentamente que é envolvida de forma helicoidal (ângulo de 180 graus) em torno de um tambor com cabeça de gravação que gira rapidamente. Este método é usado em gravadores de vídeo com bobina aberta, gravadores de vídeo cassete (K7), gravadores de áudio digital e, algumas unidades de fita de computador. Um dos primeiros métodos de varredura helicoidal foi patenteado em 1950 por Earl Edgar Masterson.

## Características
Neste método, os cabeçotes de fita magnética/chips de cabeçote são colocados em um tambor de cabeçote giratório, que rodam os chips de cabeçote em alta velocidade (velocidade angular). A fita é inclinada em um ângulo de 180 graus com o plano do tambor, uma forma de gravação onde as trilhas são gravadas paralelas entre si, percorrendo a fita em diagonal de uma borda lateral à outra, assim permite que os chips de cabeçote trabalhem rapidamente diagonalmente na fita, e a velocidade linear da fita pode ser menor que a velocidade dos chips de cabeçote, que giram com velocidade mais alta, permitindo que sinais de alta frequência, como vídeo, sejam gravados. As trilhas diagonais lidas/escritas usando este método são conhecidas como trilhas helicoidais.
A fita de vídeo que usa a gravação com varredura helicoidal, é mais sensível a alterações dimensionais no suporte de modo desproporcional do que a fita de áudio analógica (que usa a gravação longitudinal). Onde as trilhas são gravadas diagonalmente na fita em ângulos de varredura menores. O ângulo de varredura do cabeçote de gravação/reprodução é fixo, mas se este ângulo não é semelhante ao angulo das trilhas com a borda lateral da fita, pode ocorrer dois erros de trilha (mistracking) e perda de informação, o mistracking trapezoidal e o mistracking de curvatura.
No sistema que usa fita com gravação longitudinal, existe uma montagem fixa de cabeças, sendo uma cabeça por trilha e com as trilhas paralelas às extremidades laterais da fita, isso reduz os erros de trilha (mistracking).

## Tipos
Existem vários tipos de varredura helicoidal. Esses incluem:
- Envoltório alfa (α): no qual a fita é enrolada no tambor em 360 graus.[7][8]
- Envoltório ômega (Ω), no qual a fita é enrolada quase totalmente em torno do tambor (enrolada 346 graus), semelhante à letra grega Ω; usado em gravadores de vídeo Tipo-C, sendo 270 graus usados para gravação. Por causa disso, o intervalo de supressão vertical do sinal de vídeo é perdido e para evitar isso, um cabeçote secundário em uma configuração de "1 1/2 cabeça" deve registrar o intervalo quando o cabeçote de vídeo não está lendo a fita. Um quadro completo ou campo de vídeo pode ser gravado em uma única revolução do tambor com uma única cabeça, criando uma única trilha diagonal na fita.[9][10][11][12]
- C wrap, onde a fita é enrolada no tambor principal em forma de C invertido, usado no formato Betacam, usa um wrap de 200 a 300 graus, onde 180 a 270 graus estão ativos ou usados para gravação, semelhante a um U deitado de lado e é usado no formato U-matic. Como a fita não fica enrolada no tambor tanto quanto no envoltório ômega, duas cabeças criando duas trilhas diagonais devem ser usadas para gravar um quadro de vídeo, um campo para cada trilha e cabeça.[13][14][11][15]

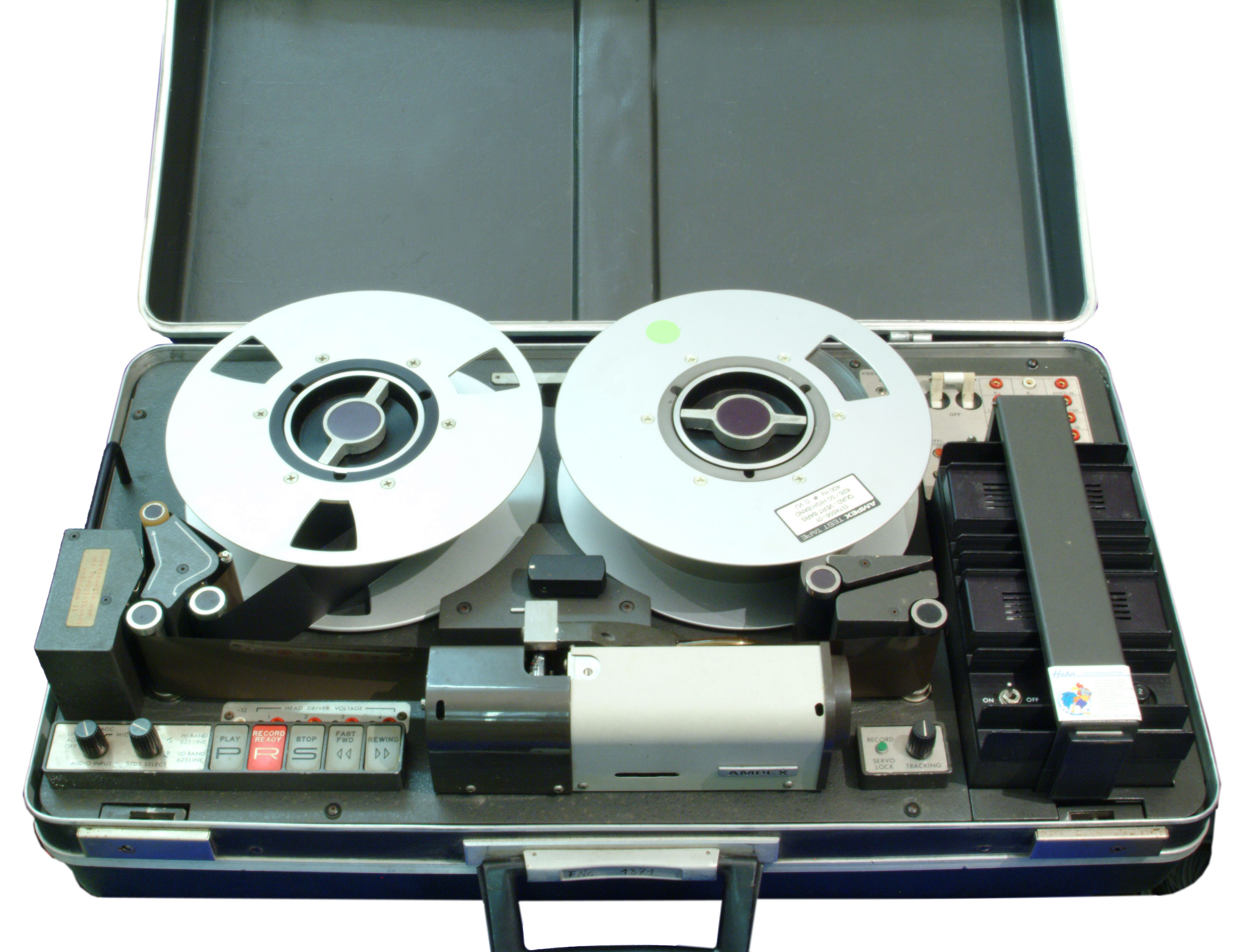
O primeiro VTR portátil (video tape recorder), o AMPEX quadruplex VR-3000 de 1967, é do tamanho de uma mala

- O primeiro VTR portátil (video tape recorder), o AMPEX quadruplex VR-3000 de 1967, é do tamanho de uma malaEnvoltório M, usado nos formatos de fita de vídeo digital VHS e Sony D-1000 e D-2 (vídeo), envolve a fita ao redor do tambor principal em um padrão ou em um caminho de fita que lembra a letra M, ao redor da esquerda e lado direito do tambor principal, 250 a 300 graus ao redor dele, onde 180 a 270 graus são usados para gravação, usando duas cabeças de 180 graus.[16][17][11][18]
- Meio envoltório, utilizado para denominar qualquer tipo de envoltório onde a fita cobre aproximadamente 180 graus, ou metade da circunferência do tambor. Para gravar um quadro completo de vídeo são necessários pelo menos dois cabeçotes de vídeo, cada um compartilhando um campo de vídeo.[19][20]

Muitos formatos de cassete de varredura helicoidal (VHS e Betacam) usam um tambor de cabeçote com chips de cabeçote que usam gravação azimutal, em que os cabeçotes no tambor de cabeçote têm uma lacuna inclinada em um ângulo, e cabeçotes opostos têm suas lacunas inclinadas de modo a se oporem. Isto elimina a necessidade de faixas de proteção entre as trilhas helicoidais, permitindo maior informações na fita.

## História
Em 1933, a empresa Allgemeine Elektricitäts-Gesellschaft (AEG) escolheu o engenheiro alemão Eduard Schüller para desenvolver um dispositivo gravador/reprodutor de voz e música. Este inventou a cabeça magnética anelar (cabeça de fita em forma de anel), que removeu os principais obstáculos nos processos de gravação/reprodução magnética.
A cabeça de magnetização longitudinal dos magnetogramas é considerada um marco técnico, assim iniciou uma série de várias patentes de Eduard Schüller. Em 16 de agosto de 1935, o primeiro gravador magnetofone foi apresentado em Berlim na “Grande Exposição da Rádio Alemã”. Schüller tornou-se chefe da fábrica de magnetofones da AEG em Berlim, que trabalhava com a Reich Broadcasting Corporation e com as agências militares.
Earl Edgar Masterson da Radio Corporation of America (RCA) patenteou o primeiro método de gravação com varredura helicoidal em 1950.
Em 1953 a empresa Ampex escolheu o engenheiro Eric Schüller para desenvolver um projeto de videotape, pois ja conhecia gravação magnética de áudio.
Com o advento da transmissão televisiva no Japão no início da década de 1950, eles viram a necessidade de gravação magnética de sinais de televisão. Kenichi Sawazaki desenvolveu um protótipo de gravador de varredura helicoidal em 1954. As máquinas de varredura helicoidal foram demonstradas pela Toshiba em 1959 e, como gravavam um campo de vídeo por trilha, foram as primeiras a permitir que o vídeo fosse pausado e reproduzido em velocidades diferentes do tempo real. As fitas de vídeo de varredura helicoidal tipo B e tipo C começaram a ser usadas em 1976.